# August von Mitschke-Collande
August Aloys Joseph von Mitschke-Collande (* 9. August 1810 in Kalisch; † 19. Mai 1877 in Militsch) war ein preußischer Landrat und Politiker.

## Familie
Mitschke-Collande war der Sohn des polnischen und später preußischen Justizrates Johannes Leopold Anton von Mitschke-Collande. Der preußische Adelsstand für den Vater und seine Nachkommen wurde am 4. Februar 1846 in Berlin bestätigt. Die Mutter war Henriette geborene Schede. Mitschke-Collande, der katholischer Konfession war, heiratete am 20. Oktober 1841 in Sonnenberg, Kreis Falkenberg in Oberschlesien Auguste von Donat (* 27. Juli 1817 in Sonnenberg; † 17. Dezember 1902 in Breslau), die Tochter des Landrates Franz von Donat.

## Leben

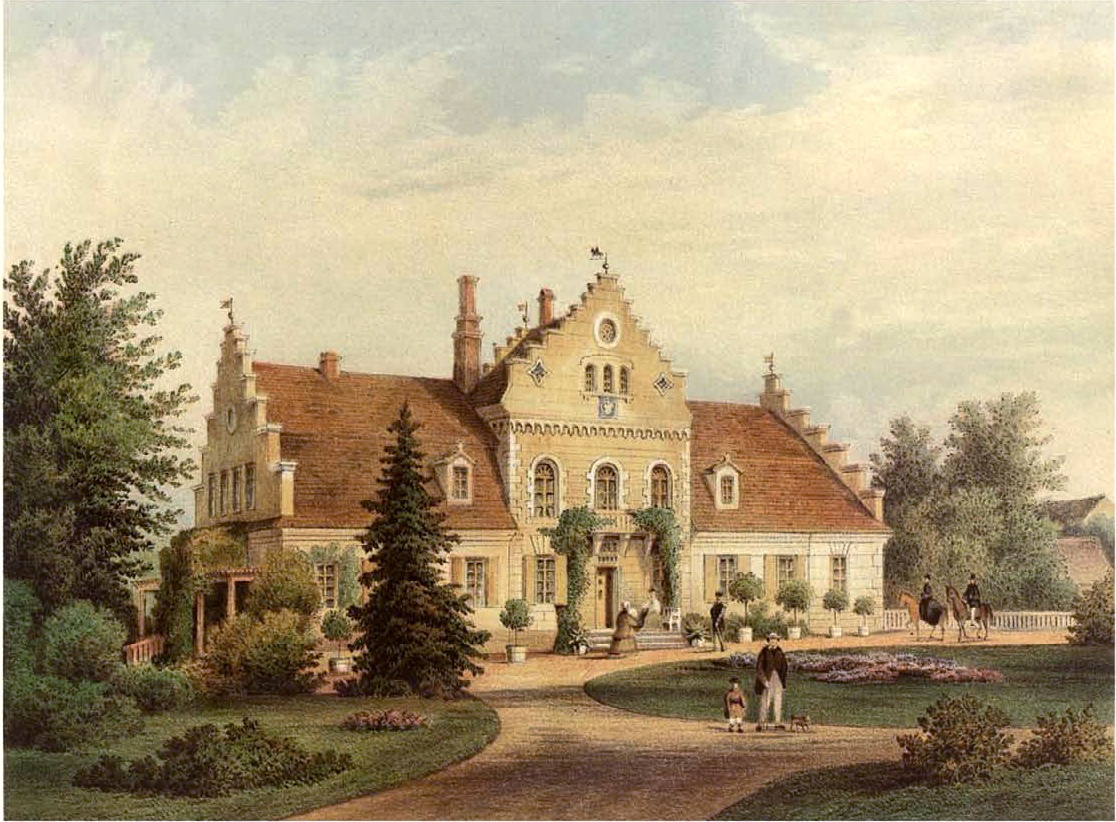
Gut Collande

Mitschke-Collande besuchte das Friedrich-Wilhelm- und Joachimsthalsches Gymnasium in Berlin. Dort studierte er an der Bauakademie. 1830 bis 1831 arbeitete er bei der Regierung in Frankfurt. 1831 begann er ein Studium an der Universität in Berlin. 1835 war er Bauinspektor und dann Regierungs- und Baureferendar in Oppeln und Posen. Er wirkte 1850 interimistisch als Landrat im Kreis Schildberg der Provinz Posen und als Landrat im Kreis Löbau (Westpreußen) (1852–1857) der Provinz Preußen. Zudem war er 1850 Mitglied im Erfurter Unionsparlament und Mitglied im Preußischen Abgeordnetenhaus von 1852 bis 1858 sowie von 1863 bis 1873.
1840 erwarb er das Rittergut Schützendorf im Kreis Grottkau und 1856 kaufte er die Herrschaft Collande/Kollande im Kreis Militsch.

## Werke
- Der Preußische Staat und die Entwickelung seiner Verfassung, Breslau, 1847.